# Ettore Bertolè Viale
Ettore Bertolè-Viale (Genova, 25 novembre 1829 – Torino, 13 novembre 1892) è stato un generale e politico italiano.
Fu senatore del Regno d'Italia nella XIV legislatura. Fu Ministro della guerra del Regno d'Italia nei Governi Menabrea I, Menabrea II, Menabrea III, Depretis VIII, Crispi I e Crispi II.

## Biografia
Nato in una famiglia di tradizioni militari (il padre ed alcuni dei suoi fratelli intrapresero questa stessa carriera), frequentò l'accademia militare di Torino terminando il proprio corso nel 1844. Nominato Sottotenente a diciotto anni, l'anno successivo divenne Luogotenente venendo inscritto nel 16º reggimento di fanteria col quale prese parte alla Prima guerra d'indipendenza.
Dopo la fine della guerra, riprese i propri studi e divenne ufficiale di Stato Maggiore per poi aderire alla Guerra di Crimea ove partecipò col grado di Capitano al comando della 2ª brigata provvisoria dello stato maggiore. Nel 1859 prese parte alla Seconda guerra d'indipendenza col grado di capitano di stato maggiore, combattendo sotto il generale Manfredo Fanti che lo mantenne in grande stima e considerazione. Prese parte quindi alla battaglia di Palestro ed a quella di Magenta, ove acquisì la prima medaglia al valor militare e la croce di cavaliere dell'Ordine militare di Savoia. Prese parte quindi il 16 agosto 1855 alla Battaglia della Cernaia durante la guerra di Crimea.
Dopo l'Armistizio di Villafranca, divenne segretario del generale Fanti seguendolo nelle campagne in Emilia e Toscana. Nel 1860 quando il generale Fanti divenne ministro della guerra, comandante la spedizione nelle Marche ed in Umbria, nonché capo di Stato maggiore del Re nell'impresa del Mezzogiorno, Ettore Bertolè Viale venne promosso Tenente Colonnello e Ufficiale dell'Ordine militare di Savoia. Il 13 giugno 1861, prescelto quale segretario generale del ministro della guerra, divenne Colonnello.
Nel 1866, col prospettarsi della Terza guerra d'indipendenza venne nominato Maggiore Generale, carica che mantenne sino al 1874 quando divenne comandante di stato maggiore e poi di corpo d'Armata nel 1881 ottenendo il grado di aiutante di campo di Sua Maestà e poi quello di Tenente Generale. Nel 1867, nel frattempo, era divenuto Ministro della Guerra del regno, rimanendo in carica sino al 1869. Nel 1881, inoltre, scese anche in politica divenendo membro della camera dei deputati ove rimase nel collegio di Crescentino per cinque legislature (X-XIV). Nel 1887 egli stesso divenne ministro della guerra del Regno d'Italia.
Ammalatosi,  nel 1891 si ritirò dai propri incarichi politici e morì a Torino il 13 novembre 1892 dodici giorni prima del suo 63esimo compleanno.